# MHk 32 Liptovský Mikuláš
MHk 32 Liptovský Mikuláš (Mestský hokejový klub 32 Liptovský Mikuláš) ist ein  slowakischer Eishockeyverein aus Liptovský Mikuláš, der in der slowakischen Tipsport liga spielt. Die Heimspiele des Vereins werden im Zimný Štadión Liptovský Mikuláš ausgetragen.

## Geschichte
Der Verein wurde 1932 gegründet, trat aber erst in der Saison 1963/64 das erste Mal auf nationaler Ebene in Erscheinung.
In der Spielzeit 1971/72 gewann der Verein die die zweite tschechoslowakische Liga, die 1. SNHL, scheiterte aber in der Aufstiegsrunde. Zwei Jahre später gelang der Mannschaft der gleiche Erfolg, diesmal scheiterte sie in der Relegation am TJ Gottwaldov. In den folgenden Jahren platzierte sich der Verein im Mittelfeld der slowakischen Liga. Erst 15 Jahre später, in der Saison 1988/89, gewann die Mannschaft wieder die 1. SNHL und nahm an der Relegation zur ersten Liga teil. Dort erreichte das Team den letzten Platz. In der Spielzeit 1992/93 belegte der MHk 32 den zweiten Platz in der slowakischen Liga und qualifizierte sich damit für die neu geschaffene slowakische Extraliga. Seitdem spielt der Verein in der ersten Liga der Slowakei. Seine beste Platzierung erreichte der Verein 1994/95, als der Verein den fünften Rang belegte. In den Playoffs schied der Verein bei jeder Teilnahme in der ersten Runde aus.
2010 stieg der Verein aus der Extraliga in die 1. Liga ab und kehrte erst 2016 in die höchste Spielklasse zurück.

## Erfolge
- Meisterschaft der 1. SNHL 1972, 1974 und 1989[7]
- Aufnahme in die Extraliga 1993
- Aufnahme in die Extraliga 2016

## Ehemalige bekannte Spieler
- Jerguš Bača
- Mojmír Božík
- Jaromír Dragan
- Milan Jurčina
- Karol Križan
- René Školiak
- Ján Starší
- Marek Uram